# NGC 6589
NGC 6589 bezeichnet einen 10,5 mag hellen Reflexionsnebel im Sternbild Schütze, möglicherweise der Überrest einer Supernova. Er wurde am 28. August 1867 von Truman Safford entdeckt. Auf Grund eines Fehlers in Saffords Positionsangabe führte die Beobachtung von Edward Barnard im August 1905 unter IC 4690 zu einem Eintrag im Index-Katalog.